# Robert Barlow
Robert Hayward Barlow, né le 18 mai 1918 et mort le premier ou le 2 janvier 1951, est un écrivain américain, anthropologue et historien du Mexique ancien, expert en nahuatl.
Il collabora avec H. P. Lovecraft sur plusieurs nouvelles et fut son exécuteur testamentaire[pourquoi ?].

## Biographie
Le père de Robert Barlow, Everett D. Barlow, est un militaire de carrière qui a servi en France pendant la Première Guerre mondiale et fait, ensuite, de nombreux séjours en hôpital psychiatrique.
À treize ans, Robert écrit à Howard Phillips Lovecraft : c'est le début d'une correspondance qui se poursuit, jusqu’au décès de l’écrivain en 1937. Les récits de Barlow sont influencés par Lovecraft. Après le décès de Lovecraft, Robert Barlow n’écrit plus de nouvelle fantastique et poursuit un cursus d’art au Kansas City Art Institute, sous la direction de Thomas Hart Benton. Mais, en 1938, il abandonne ses études et part en Californie. Il s’inscrit à l’université de Berkeley où, sous la direction d’Alfred Louis Kroeber, de Paul Radin et de Carl Sauer, il obtient un bachelor en 1942 et devient l'année suivante chercheur associé au département d’anthropologie. Il se consacre alors à l'étude des manuscrits aztèques préhispaniques et coloniaux, et dans le déchiffrement de leurs hiéroglyphes curvilignes. Mexico devient, à partir de 1943, sa résidence permanente.

## Publications
- El primer colegio de América, Santa Cruz de Tlaltelolco, 1944 México, Centro de estudios franciscanos, 1944, 110 p.
- Tlatelolco, fuentes e historia  ; Mexico, 1989, editores, Jesús Monjarás-Ruiz, Elena Limón, María de la Cruz Paillés H. / México, D.F. : Instituto Nacional de Antropología e Historia, 526 p.
- The extent of the empire of the Culhua Mexica, / Berkeley, 1919, Univ. of California Press, 141 p.